# James Naismith
James Naismith (Almonte, 6 de novembre de 1861 – Lawrence, 28 de novembre de 1939) va ser un entrenador i innovador canadenc. Va inventar l'esport del basquetbol el 1891 i se li sol donar el reconeixement d'haver introduït el primer casc de futbol americà. Va escriure les regles originals del bàsquet, va fundar el programa de bàsquet de la Universitat de Kansas i va poder veure el basquetbol adoptat com un esport de demostració als Jocs Olímpics d'Estiu de 1904 i com un esport oficial als Jocs Olímpics d'Estiu de 1936. Les contribucions de Naismith al bàsquet li han valgut nombrosos honors pòstums, com ara pertànyer al Saló de la Fama del bàsquet canadenc, al Saló de la Fama olímpic canadenc, al Saló de la Fama d'esports canadenc, al Saló de la Fama de llegendes de l'esport d'Ontario, al Saló de la Fama d'esports d'Ottawa, al Saló de la Fama d'esport de la Universitat McGill, al Saló de la Fama d'esports de Kansas State i al Saló de la Fama de la FIBA. El Naismith Memorial Basketball Hall of Fame porta el seu cognom.

## Joventut
Naismith va néixer el 1861 a Almonte, Ontario, Canadà. Lluitador a l'escola i treballador al camp, va passar els dies de la seva infància jugant a atrapar, a fet i amagar o al duck on a rock, un joc medieval on una persona vigila una gran pedra que els oponents han de tocar tirant-li pedres més petites; per jugar-hi amb més efectivitat, Naismith va deduir ben aviat que un tir suau i parabòlic era molt més efectiu que un tir recte i fort: aquest pensament va ser essencial per tal que Naismith inventés més tard el bàsquet. Orfe des de ben petit, Naismith va viure amb els seus oncles i va anar a l'escola a Bennies Corners, prop d'Almonte; més tard es va treure la secundària a l'Almonte High School, on es va graduar el 1883.

## Universitat McGill
En el mateix any, Naismith va entrar a la Universitat McGill de Mont-real. Tot i que fou descrit com un home prim, amb 179 cm. d'altura i 76 kg. de pes, era un atleta talentós i versàtil, i va representar la seva universitat en les disciplines de futbol canadenc, futbol i gimnàstica. Jugava de central en l'equip de futbol canadenc, va introduir el primer casc de futbol americà al joc i va guanyar diverses medalles Wicksteed per actuacions destacades en gimnàstica. Naismith va guanyar un Bachelor of Arts en Educació Física (1888) i un diploma al Presbyterian College de Mont-real (1890). A partir del 1891, Naismith va ensenyar educació física i va esdevenir el primer director d'atletisme de McGill, tot i que posteriorment va abandonar Mont-real per esdevenir mestre d'educació física a la Universitat de Springfield de Springfield, Massachusetts. També fou un membre de la fraternitat Sigma Pi Èpsilon.

## Universitat de Springfield: Invenció del "Basket Ball"

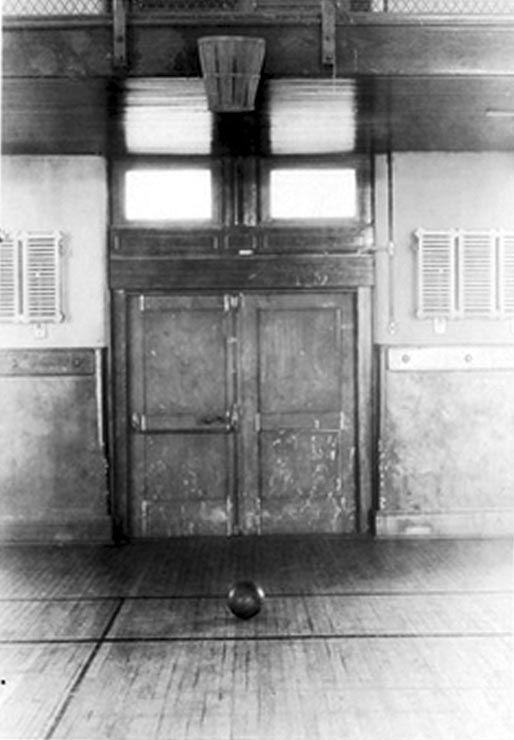
Imatge de la pista original de "Basket Ball" del 1891 a la Universitat de Springfield. Cal notar la cistella de préssecs penjada a la paret.

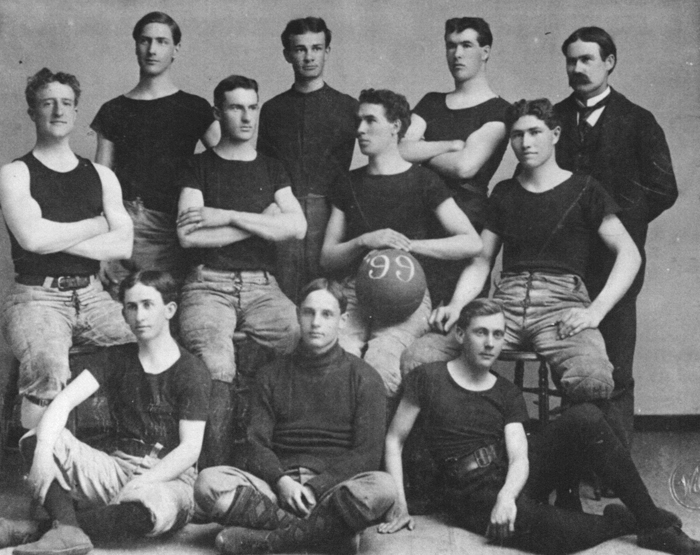
L'equip de bàsquet de la Universitat de Kansas del 1899, amb James Naismith al darrere a la dreta.

A l'YMCA de Springfield, Naismith lluitava amb una classe d'alumnes esvalotats, els quals havia de fer jugar en un recinte tancat a causa del dur hivern de Nova Anglaterra. Sota les ordres del Dr. Luther Gulick, cap d'Educació Física de l'YMCA de Springfield, Naismith va tenir 14 dies per crear un joc d'interior que hauria de proveir una "distracció atlètica": Gulick demanava que el joc no necessités molt d'espai, ajudés als seus atletes a mantenir-se en forma i especialment emfatitzava que el joc s'havia de "fer just per tots els jugadors i no gaire dur".
En el seu intent de pensar el nou joc, Naismith es va guiar per tres idees principals. Primer de tot, va analitzar els jocs més populars en aquell moment: el rugbi, el lacrosse, el futbol, el futbol americà, l'hoquei sobre gel i el beisbol; es va adonar dels problemes que comportava fer servir una pilota petita i veloç i va concloure que una pilota de la mida i pes com la del futbol era més segura. En segon lloc, va veure que la majoria de contacte físic tenia lloc mentre es corria amb la pilota, botant-la o colpejant-la, així que va decidir que les passades serien l'única opció legal. Finalment, Naismith va reduir encara més el contacte entre jugadors fent que l'objectiu no fos protegit per ningú; simplement el va posar per sobre els caps dels jugadors. Per marcar gols, per tant, es forçava als jugadors a tirar un tir suau i bombejat que havia vist que era efectiu en el seu vell joc preferit duck on a rock. Naismith va batejar aquest nou joc com a "Basket Ball" (literalment en català Pilota Cistella) i va posar tots els seus pensaments per escrit a les 13 regles bàsiques.
El primer joc de "Basket Ball" va ser disputat el desembre de 1891. En un reportatge per escrit, Naismith va descriure les circumstàncies del partit inaugural: en contrast amb el bàsquet modern, els jugadors s'enfrontaven nou contra nou, manejaven una pilota de futbol i, en comptes de tirar a dues cistelles de bàsquet tiraven a un parell de cistelles de préssecs:
En contrast amb el bàsquet modern, les regles originals no incloïen el que es coneix avui com a bot. Com que la pilota només es podia moure per la pista mitjançant passades, ben aviat els jugadors ja es tiraven la pilota per sobre els caps mentre corrien per la pista. A més a més, després de cada gol, es feia un salt entre dos al mig de la pista. Aquestes dues pràctiques ja no es duen a terme avui en dia, és a dir, no estan previstes en les regles del bàsquet modern.
El 1892 el bàsquet s'havia fet tan popular al campus que Dennis Horkenback (editor en cap de The Triangle, el diari de la Universitat de Springfield) el va publicar en un article anomenat A New Game (Un nou joc) i se sentiren veus que clamaven anomenar-lo Naismith Ball, però Naismith ho va refusar. El 1893 el bàsquet va ser introduït internacionalment gràcies al moviment YMCA. Des de Springfield, Naismith va viatjar a Denver on va aconseguir el grau en medicina, i el 1898 va entrar a la Universitat de Kansas a Lawrence (Kansas).

## La Universitat de Kansas
El programa de bàsquet masculí de la Universitat de Kansas va començar oficialment el 1898, seguint l'arribada de Naismith, justament sis anys després que Naismith escrivís les primeres regles oficials d'aquest esport. Naismith no fou contractat com a entrenador de bon inici, sinó com a director de la capella i instructor d'educació física. En aquests primers dies, la majoria de partits de bàsquet eren jugats contra equips propers de YMCA. Altres oponents compuns eren la Universitat Haskell Indian Nations o el William Jewell College. Sota les ordres de Naismith, l'equip només va jugar contra tres universitats actualment considerades del Big 12: Nebraska (sis vegades), Missouri (dues vegades) i Kansas State (una vegada). Irònicament, Naismith va ser l'únic entrenador d'aquesta universitat que va tenir uns resultats negatius, amb un balanç de 55-60. De totes maneres, Naismith va entrenar a Forrest "Phog" Allen, que seria el seu successor a Kansas, i que també entraria al Saló de la Fama del bàsquet. Quan Allen va esdevenir entrenador i va dir a Naismith que aniria a entrenar a la Universitat de Baker el 1904, Naismith el va desencoratjar: "No pots entrenar bàsquet; tan sols pots jugar-lo". Fent-li cas omís, Allen es va embarcar en una carrera d'entrenador que el portaria finalment a ser conegut com el pare de l'entrenament del bàsquet (the Father of Basketball Coaching). Durant el seu temps a Kansas, Allen va entrenar Dean Smith (equip guanyador del campionat nacional el 1952) i Adolph Rupp (equip guanyador del campionat nacional Helms Foundation del 1922). Quan Dean Smith es va retirar com a entrenador en cap a North Carolina era l'entrenador amb més victòries de la història del bàsquet universitari, el segon era Adolph Rupp i el tercer era Allen. Els tres entrenadors s'afegiren a Naismith com a membres del Saló de la Fama del bàsquet.

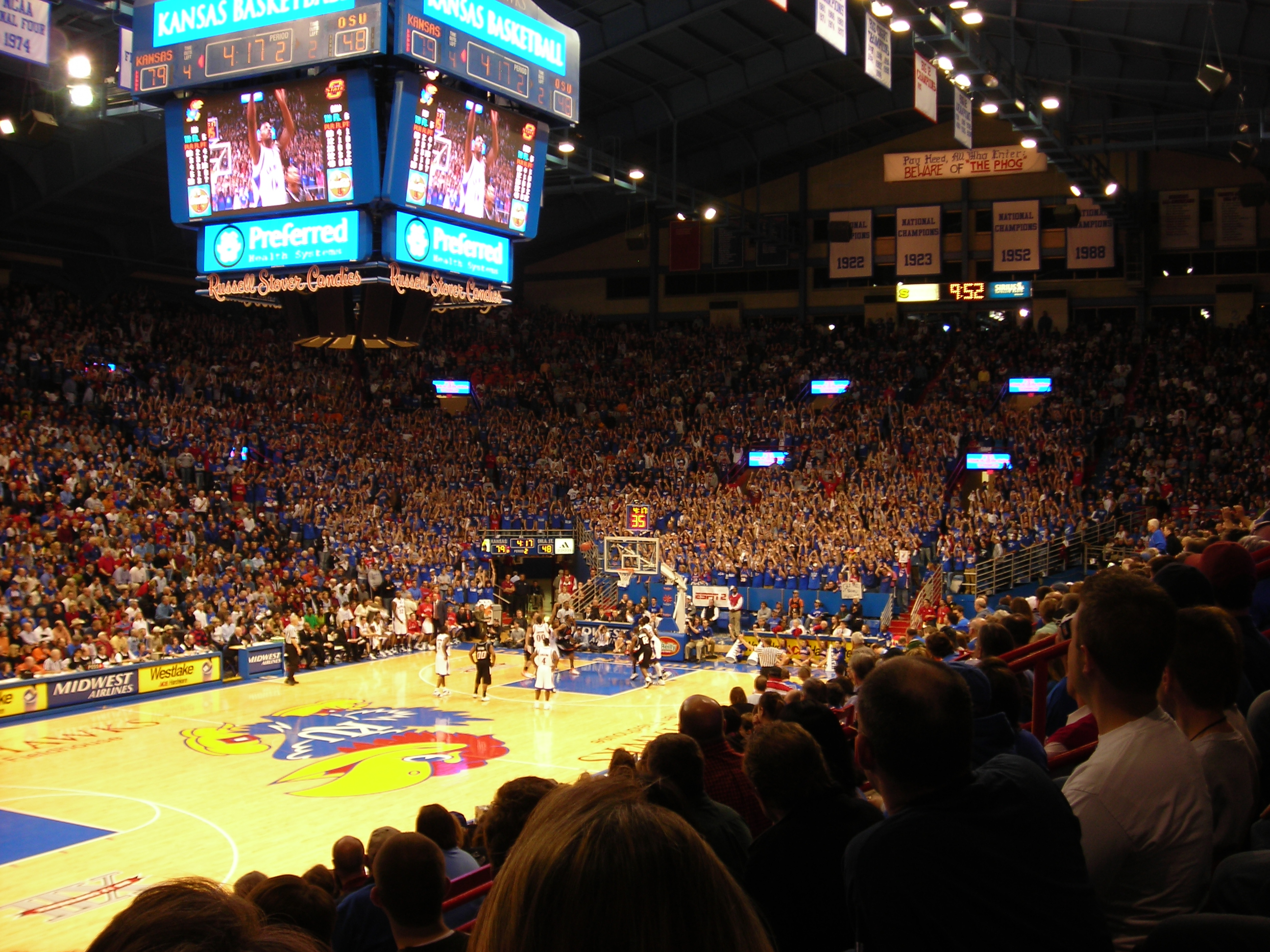
Els partits de bàsquet a l'Allen Fieldhouse tenen lloc a la Pista James Naismith.

En el canvi de segle ja hi havia prou equips universitaris a l'est dels EUA per poder dur a terme competicions interuniversitàries. Tot i que el seu esport creixia contínuament, Naismith va veure'l simplement com una curiositat i preferia la gimnàstica i la lluita com a millors formes per promoure l'educació física. De totes maneres, el bàsquet va esdevenir un esport de demostració als Jocs Olímpics d'Estiu de 1904 a Saint Louis. Tal com explica el Saló de la Fama del bàsquet, Naismith no estava interessat ni en la seva autopromoció ni en buscar la glòria personal. Al contrari, estava més interessat en la seva carrera com a mestre d'educació física; va rebre un grau honorífic en Màster d'Educació Física el 1910, va patrullar la frontera entre els Estats Units i Mèxic durant quatre mesos el 1916 (durant la I Guerra Mundial), va viatjar a França, va publicar dos llibres (A Modern College, en català Una universitat moderna, el 1911, i Essence of a Healthy Life, en català Essència d'una vida sana, el 1918) i es feu amb la ciutadania americana el 1925.
El 1935, l'Associació Nacional d'Entrenadors de Bàsquet (creada per l'antic alumne de Naismith Phog Allen) va recol·lectar diners per tal que Naismith, ja amb 74 anys, pogués ser testimoni de la introducció del bàsquet com a esport olímpic oficial als Jocs Olímpics d'Estiu de 1936. Allà, Naismith va donar les medalles a tres equips d'Amèrica del Nord: l'or pels Estats Units, la plata per Canadà i el bronze per Mèxic. Durant els Jocs, fou nomenat President Honorífic de la Federació Internacional de Bàsquet. Quan Naismith va retornar a casa va comentar que veure el seu esport ser jugat per tantes nacions va ser la millor compensació que mai hauria pogut rebre per la seva invenció. El 1937, Naismith va ser una peça important en la formació de la National Association of Intercollegiate Basketball, que més tard esdevindria la NAIA (National Association of Intercollegiate Athletics).
En els seus últims anys, Naismith va esdevenir professor emèrit a Kansas i es va jubilar el 1937 a l'edat de 76 anys. Incloent-hi els seus anys com a entrenador, Naismith va ser director atlètic i docent a l'escola per un total de gairebé 40 anys. Morí el 1939 després de sofrir una hemorràgia al cervell i fou enterrat a Lawrence (Kansas). De manera pòstuma, el seu treball mestre Basketball — its Origins and Development (El bàsquet: els seus orígens i desenvolupament) fou publicat el 1941. a Lawrence, Kansas, James Naismith hi té un carrer anomenat en honor seu, Naismith Drive, que passa just davant de l'Allen Fieldhouse, pavelló de bàsquet de la universitat (l'adreça oficial de l'Allen Fieldhouse és Naismith Drive, 1700). És un carrer de quatre carrils que va de nord a sud partint d'University Drive i acaba a la 24th Street, just al sud del campus de la Universitat de Kansas. La universitat també anomenà la pista a l'Allen Fieldhouse com a James Naismith Court (Pista James Naismith) en honor seu. El Naismith Hall, una residència universitària, està localitzada a la cantonada nord-est de la confluència de la 19th Street amb Naismith Drive.

## Resultats com a entrenador
El 1898, Naismith va esdevenir el primer entrenador universitari de bàsquet de l'equip de bàsquet de la Universitat de Kansas. Va aconseguir un balanç de 55 victòries i 60 derrotes, i irònicament ha estat l'únic entrenador de Kansas de la història que ha tingut un balanç de victòries negatiu. Nogensmenys, Naismith ha deixat un llegat molt important per la història del bàsquet, ja que va entrenar Phog Allen (membre del Saló de la Fama del bàsquet), qui, al seu torn, va entrenar els també membres del Saló de la Fama Dean Smith, Adolph Rupp i Ralph Miller a la Universitat de Kansas.
| Temporada | Equip  | Victòries | Derrotes | Percentatge de victòries |
| --------- | ------ | --------- | -------- | ------------------------ |
| 1898–99   | Kansas | 7         | 4        | 63,6%                    |
| 1899–1900 | Kansas | 3         | 4        | 42,9%                    |
| 1900–01   | Kansas | 4         | 8        | 33,3%                    |
| 1901–02   | Kansas | 5         | 7        | 41,7%                    |
| 1902–03   | Kansas | 7         | 8        | 46,7%                    |
| 1903–04   | Kansas | 5         | 8        | 38,5%                    |
| 1904–05   | Kansas | 5         | 6        | 45,5%                    |
| 1905–06   | Kansas | 12        | 7        | 63,2%                    |
| 1906–07   | Kansas | 7         | 8        | 46,7%                    |
| Total     | Kansas | 55        | 60       | 47,8%                    |

## Llegat
Naismith és l'inventor del basquetbol i va escriure les 13 regles originals d'aquest esport. El Naismith Memorial Basketball Hall of Fame a Springfield, Massachusetts és anomenat així en honor seu, i hi fou admès com a membre en la seva inauguració el 1959. La National Collegiate Athletic Association premia anualment els seus millors jugadors i entrenadors amb els Premis Naismith, entre ells el Naismith College Player of the Year, el Naismith College Coach of the Year i el Naismith Prep Player of the Year. Després de la introducció del bàsquet com esport olímpic masculí el 1936, el bàsquet femení esdevingué esport olímpic als Jocs Olímpics d'Estiu de 1976 celebrats a Mont-real. Naismith també ha estat admès al Saló de la Fama del bàsquet canadenc, al Saló de la Fama olímpic canadenc, al Saló de la Fama d'esports canadenc, al Saló de la Fama de llegendes de l'esport d'Ontario, al Saló de la Fama d'esports d'Ottawa, al Saló de la Fama d'esports de la Universitat McGill, al Saló de la Fama d'esports de Kansas State i al Saló de la Fama de la FIBA.
El bàsquet és practicat avui en dia per més de 300 milions de persones arreu del món, convertint-lo així en un dels esports d'equip més populars. A l'Amèrica del Nord, el bàsquet ha produït alguns dels atletes més admirats del segle xx. Enquestes dutes a terme per l'ESPN i Associated Press nomenaren al jugador Michael Jordan com el millor i el segon millor atleta americà del segle xx, respectivament. Les mateixes enquestes també contenien dos jugadors més de bàsquet en els 20 millors: Wilt Chamberlain (provinent de la Universitat de Kansas, com Naismith) i Bill Russell.

## Vida personal
Naismith era el fill gran de Margaret i John Naismith, dos immigrants escocesos. La seva mare, Margaret Young, nasqué el 1833 després de tenir el quart d'11 fills a Lanark County, al Canadà, el 1852. El seu pare, John Naismith, nasqué el 1836, deixà Europa a l'edat de 18 anys i també es va establir a Lanark County. Després de casar-se, John Naismith va treballar en una costureria, però malauradament la parella va contraure febre tifoidea i van morir els dos quan Naismith tenia només 9 anys. Llavors, Naismith fou cuidat per la seva àvia, que era estricta i religiosa, i pel seu oncle Peter.
El 20 de juny de 1894 Naismith es va casar amb Maude E. Sherman, de Springfield. La parella va tenir cinc fills: Margaret Mason (1895), Helen Carolyn (1897), John Edwin (1900), Maude Ann (1904) i James Sherman (1913). Fou membre de les fraternitats Pi Gamma Mu i Sigma Pi Èpsilon, i, pel que fa a les seves creences espirituals, Naismith és recordat com un francmaçoner. Maude Naismith va morir el 1937, i l'11 de juny de 1939 James es va casar amb la seva segona esposa, Florence Kincaid. Naismith va sofrir una greu hemorràgia cerebral el 19 de novembre del mateix any i va morir nou dies després a casa seva a Lawrence (Kansas). Naismith tenia llavors 78 anys. El seu cos està enterrat al Memorial Park Cemetery de Lawrence, Kansas.
Durant la seva vida, Naismith va tenir la següent educació i va ocupar els següents llocs acadèmics:
| Lloc                                             | Posició                                           | Període            | Observacions |
| ------------------------------------------------ | ------------------------------------------------- | ------------------ | --- |
| Bennie's Corner Grade School (Ontario)           | Escola primària                                   | 1867–1875          | |
| Almonte High School                              | Escola secundària                                 | 1875–1877, 1881–83 | Abandonà i es reincorporà |
| Universitat McGill                               | Estudiant universitari                            | 1883–87            | |
| Universitat McGill                               | Mestre d'educació física                          | 1887–1890          | Medalla d'or Wickstead (1887), millor atleta complet; Copa de plata (1886), primer premi per caminada d'una milla; Medalla de plata Wickstead (1885), millor atleta complet |
| McGill: Seminari Thool                           | Educació en teologia                              | 1887–1890          | Medalla de plata (1890), segon premi més alt per treball regular i especial el teologia                                                                                     |
| Universitat de Springfield                       | Mestre d'educació física                          | 1890–1895          | Inventà el "Basket Ball" el desembre de 1891 |
| YMCA de Denver                                   | Mestre d'educació física                          | 1895–1898          | |
| Universitat de Kansas                            | Mestre d'educació física i director de la capella | 1898–1909          | |
| Universitat de Kansas                            | Entrenador de bàsquet                             | 1898–1907          | Primer entrenador universitari de la història |
| Universitat de Kansas                            | Professor i físic de la universitat               | 1909–1917          | Parèntesi del 1914 a causa de la I Guerra Mundial |
| Primera infanteria de Kansas                     | Capella i capità                                  | 1914–1917          | Servei militar a la I Guerra Mundial |
| Primera infanteria de Kansas (frontera mexicana) | Capellà                                           | 1916               | |
| Secretari militar i de l'YMCA a França           | Mestre d'educació moral i d'educació sexual       | 1917–1919          | |
| Universitat de Kansas                            | Director atlètic                                  | 1919–1937          | Emèrit el 1937 |